# Gouvernement Antonio Maura (1)
Pour les articles homonymes, voir Gouvernement Antonio Maura.
Le premier gouvernement d’Antonio Maura est le  gouvernement du royaume d’Espagne en fonction entre le 5 décembre 1903 et le 16 décembre 1904, présidé par le conservateur Antonio Maura.

## Composition
| Portefeuille                                                                  | Titulaire(s),                                                  | Titulaire(s), |
| ----------------------------------------------------------------------------- | -------------------------------------------------------------- | ------------- |
| Président du Conseil des Ministres                                            | Antonio Maura Montaner                                         |               |
| Ministre de l'Intérieur                                                       | José Sánchez Guerra y Martínez *jusqu’au 5 de décembre de 1904 |               |
| Ministre de l'Intérieur                                                       | Manuel Allendesalazar Muñoz *depuis le 5 de décembre de 1904   |               |
| Ministre d’État                                                               | Faustino Rodríguez-San Pedro                                   |               |
| Ministre de la Grâce et de la Justice                                         | Joaquín Sánchez de Toca Calvo                                  |               |
| Ministre du Budget                                                            | Guillermo Joaquín de Osma y Scull                              |               |
| Ministre de l'Agriculture, de l'Industrie, du Commerce et des Travaux Publics | Manuel Allendesalazar Muñoz *jusqu’au 5 de décembre 1904       |               |
| Ministre de l'Agriculture, de l'Industrie, du Commerce et des Travaux Publics | Juan Armada y Losada *depuis le 5 de décembre 1904             |               |
| Ministre de la Guerre                                                         | Arsenio Linares y Pombo                                        |               |
| Ministre de la Marine                                                         | José Ferrándiz y Niño                                          |               |
| Ministre de l’Instruction publique et des Beaux-arts                          | Lorenzo Domínguez Pascual                                      |               |